# Diócesis de Beja
La diócesis de Beja (en latín: Dioecesis Beiensis y en portugués: Diocese de Beja) es una circunscripción eclesiástica de la Iglesia católica en Portugal. Se trata de una diócesis latina, sufragánea de la arquidiócesis de Évora. Desde el 3 de noviembre de 2016 su obispo es José dos Santos Marcos.

## Territorio y organización
La diócesis tiene 12 300 km² y extiende su jurisdicción sobre los fieles católicos de rito latino residentes en el distrito de Beja y en tres municipios (concelhos) del distrito de Setúbal (Grândola, Santiago do Cacém y Sines).
La sede de la diócesis se encuentra en la ciudad de Beja, en donde se halla la Catedral de Santiago el Mayor.
En 2020 en la diócesis existían 120 parroquias agrupadas en 6 arciprestazgos: Almodôvar, Beja, Cuba, Moura, Odemira y Santiago do Cacém.

## Historia
La diócesis de Beja tiene su origen en la antigua diócesis de Pax Iulia, en la provincia romana de Lusitania, sufragánea de la archidiócesis de Emérita Augusta. Se conocen los nombres de siete obispos de esta antigua sede episcopal, quizás erigida en el siglo IV como atestiguan los hallazgos arqueológicos, que intervinieron en los concilios del período visigodo desde el 531 al 693. El primer obispo cierto es san Apringio, mencionado por Isidoro de Sevilla y autor de un comentario sobre el libro del Apocalipsis. Crónicas medievales, tomadas de autores de los siglos XVI y XVII, se añaden los nombres de otros tres obispos (Domiciano, Urso e Isidoro), de los que, sin embargo, no hay constancia histórica. En las actas de los últimos Concilios de Toledo se encuentran las palabras episcopus Pacensis o ecclesia Pacensis, indicio de que la ciudad había perdido su nombre romano y adquirió el de Pace, que se convertiría en Beja en la época árabe. Con la llegada de los árabes se interrumpió la sucesión de obispos y se suprimió de facto la diócesis.
El primer intento de restaurar la antigua sede episcopal Pacensis fue realizado en el siglo XVI por el cardenal Enrique, arzobispo de Évora, quien propuso dividir su inmensa arquidiócesis, con la erección de dos sedes episcopales en Beja y en Elvas, en beneficio de una mejor acción pastoral. El proyecto encontró una fuerte oposición por parte del cabildo catedralicio, que sin embargo no logró detener la erección de la diócesis de Elvas en 1570. Beja por el momento seguía estando sujeta a Évora.
La diócesis actual fue erigida el 10 de julio de 1770 con la bula Agrum universalis Ecclesiae del papa Clemente XIV, obteniendo el territorio de la arquidiócesis de Évora. La iglesia del colegio de los jesuitas, dedicada a san Sizenando, se convirtió en catedral. A la nueva diócesis se le dio el nombre eclesiástico de ecclesia Beiensis porque, debido a una interpretación errónea de las fuentes históricas, se había atribuido el título Pacensis a la iglesia de Badajoz, creída heredera de la dioecesis Pacensis de la época visigoda.
El primer obispo de la nueva diócesis fue el terciario franciscano Manuel do Cenáculo Vilas Boas, quien trabajó por la organización de su diócesis, estableció una escuela de ciencias eclesiásticas para la formación del clero, una academia eclesiástica en Beja, un museo y una biblioteca diocesana.
En 1834, con la supresión de las órdenes religiosas decretada por el ministro Joaquim António de Aguiar, comenzó un período de crisis para la diócesis, que coincidió con una vacante que duró once años.
En 1881, en el momento de la reorganización de las diócesis portuguesas instituidas por la bula Gravissimum Christi del papa León XIII, la diócesis contaba con 114 parroquias y 173 373 fieles.
El 3 de julio de 1884 el obispo António Xavier de Sousa Monteiro instituyó el seminario diocesano y dio un impulso decisivo para revitalizar la acción pastoral y educativa de la diócesis.
La proclamación de la República portuguesa el 5 de octubre de 1910 estuvo acompañada de levantamientos anticlericales ferozmente agresivos que llevaron al cierre de todas las iglesias de la diócesis. La catedral de San Sizenando fue confiscada; posteriormente, la iglesia del Santísimo Salvador se convirtió en procatedral. El obispo Sebastião Leite de Vasconcellos tuvo que huir, refugiándose en Sevilla y en Roma, mientras que la diócesis estuvo gobernada por vicarios generales hasta 1922.
En la década de 1920 la situación volvió a la normalidad: el obispo José do Patrocínio Dias ingresó en la diócesis en 1922; en enero de 1924 fundó el periódico diocesano Eco Pacense.
El 14 de noviembre de 1924 la catedral fue trasladada a la iglesia de Santiago el Mayor con el decreto Reverendissimum Pater de la Sagrada Congregación Consistorial.
El 14 de noviembre de 1925 el obispo Dias erigió el cabildo catedralicio y el seminario de Serpa. En los años siguientes el obispo continuó su obra: el 18 de enero de 1928 fundó otro seminario en Beja; el 4 de junio de 1937 inauguró la restaurada catedral, que fue consagrada el 31 de mayo de 1946; el 13 de octubre de 1940 inauguró el nuevo seminario diocesano.
El 12 de enero de 1967, con la carta apostólica Spiritu Divino, el papa Pablo VI proclamó a san José Obrero patrono principal de la diócesis.

## Estadísticas
Según el Anuario Pontificio 2021 la diócesis tenía a fines de 2020 un total de 174 900 fieles bautizados.
| Año                                                                             | Población            | Población | Población      | Sacerdotes | Sacerdotes    | Sacerdotes    | Bautizados por sacerdote | Diáconos permanentes | Religiosos | Religiosos | Parroquias |
| Año                                                                             | Bautizados católicos | Total     | % de católicos | Total      | Clero secular | Clero regular | Bautizados por sacerdote | Diáconos permanentes | Varones    | Mujeres    | Parroquias |
| ------------------------------------------------------------------------------- | -------------------- | --------- | -------------- | ---------- | ------------- | ------------- | ------------------------ | -------------------- | ---------- | ---------- | ---------- |
| 1949                                                                            | 258 595              | 334 504   | 77.3           | 46         | 43            | 3             | 5621                     |                      | 2          | 36         |            |
| 1958                                                                            | 290 189              | 352 956   | 82.2           | 59         | 57            | 2             | 4918                     |                      | 2          | 35         | 116        |
| 1969                                                                            | 309 285              | 340 400   | 90.9           | 77         | 72            | 5             | 4016                     |                      | 7          | 101        | 42         |
| 1980                                                                            | 234 000              | 272 000   | 86.0           | 69         | 58            | 11            | 3391                     |                      | 14         | 111        | 115        |
| 1990                                                                            | 229 000              | 247 800   | 92.4           | 64         | 50            | 14            | 3578                     |                      | 15         | 82         | 120        |
| 1999                                                                            | 190 000              | 226 000   | 84.1           | 54         | 42            | 12            | 3518                     | 4                    | 13         | 85         | 117        |
| 2000                                                                            | 190 000              | 226 000   | 84.1           | 56         | 44            | 12            | 3392                     | 4                    | 13         | 85         | 117        |
| 2001                                                                            | 190 000              | 226 000   | 84.1           | 58         | 41            | 17            | 3275                     | 4                    | 17         | 82         | 117        |
| 2002                                                                            | 184 194              | 220 194   | 83.7           | 56         | 39            | 17            | 3289                     | 7                    | 20         | 81         | 118        |
| 2003                                                                            | 184 194              | 220 194   | 83.7           | 58         | 41            | 17            | 3175                     | 4                    | 17         | 82         | 118        |
| 2004                                                                            | 184 194              | 220 794   | 83.4           | 58         | 40            | 18            | 3175                     | 4                    | 18         | 80         | 119        |
| 2006                                                                            | 184 900              | 221 700   | 83.4           | 55         | 42            | 13            | 3361                     | 5                    | 14         | 71         | 119        |
| 2012                                                                            | 186 100              | 223 200   | 83.4           | 55         | 43            | 12            | 3383                     | 5                    | 12         | 59         | 119        |
| 2015                                                                            | 174 200              | 209 800   | 83.0           | 55         | 42            | 13            | 3167                     | 10                   | 14         | 48         | 120        |
| 2018                                                                            | 175 496              | 211 496   | 83.0           | 52         | 44            | 8             | 3374                     | 10                   | 9          | 41         | 120        |
| 2020                                                                            | 174 900              | 211 750   | 82.6           | 52         | 45            | 7             | 3363                     | 14                   | 7          | 33         | 120        |
| Fuente: Catholic-Hierarchy, que a su vez toma los datos del Anuario Pontificio. |                      |           |                |            |               |               |                          |                      |            |            |            |

## Episcopologio

### Obispos de Pax Iulia
- Domiciano ? †
- Apringio † (mencionado en 531)
- Urso ? †
- Palmácio † (mencionado en 589)
- Lauro † (mencionado en 597)
- Modário † (mencionado en 633)
- Teodoreto† (mencionado en 646)
- Adeodato † (antes de 653-después de 666)
- João † (antes de 681-después de 693)
- Isidoro ? †

### Obispos de Beja
- Manuel do Cenáculo Vilas Boas, T.O.R. † (5 de marzo de 1770-9 de agosto de 1802 nombrado arzobispo de Évora)
- Francisco Leitão de Carvalho † (9 de agosto de 1802-21 de septiembre de 1806 falleció)
- Joaquim do Rosario Vieira, O.F.M. † (3 de agosto de 1807-8 de septiembre de 1808 falleció)
  - Sede vacante (1808-1820)
  - Emmanuel de Sousa Carvalho, M.I. † (19 de diciembre de 1814-? deceduto) (obispo electo)[nota 1]
- Luís da Cunha de Abreu e Melo † (28 de agosto de 1820-9 de agosto de 1833 falleció)
  - Sede vacante (1833-1844)
- Manuel Pires de Azevedo Loureiro † (22 de enero de 1844-26 de septiembre de 1848 falleció)
- José Xavier de Cerveira e Sousa † (28 de septiembre de 1849-15 de abril de 1859 nombrado obispo de Viseu)
- José António da Mata e Silva † (20 de junio de 1859-13 de julio de 1860 nombrado arzobispo de Évora)
- Antonio da Trindade de Vasconcellos Pereira de Melo † (18 de marzo de 1861-1 de octubre de 1863 nombrado obispo de Lamego)
  - Sede vacante (1863-1883)
- Antonio Saverio de Souza Monteiro † (9 de agosto de 1883-1 de junio de 1906 falleció)
- Sebastião Leite de Vasconcellos † (19 de diciembre de 1907-15 de diciembre de 1919 renunció[nota 2])
- José do Patrocínio Dias † (16 de diciembre de 1920-24 de octubre de 1965 falleció)
- Manuel Dos Santos Rocha † (14 de diciembre de 1965-8 de septiembre de 1980 retirado)
- Manuel Franco da Costa de Oliveira Falcão † (8 de septiembre de 1980 por sucesión-25 de enero de 1999 retirado)
- António Vitalino Fernandes Dantas, O.Carm. (25 de enero de 1999-3 de noviembre de 2016 retirado)
- José dos Santos Marcos, por sucesión el 3 de noviembre de 2016